# Brochocinek
Brochocinek (deutsch: Naß Brockuth, auch Naß Brockguth, veraltet Nasse Brokkut) ist ein Ort in der Landgemeinde Kondratowice (Kurtwitz), im Powiat Strzeliński (Kreis Strehlen), der Woiwodschaft Niederschlesien in Polen.

## Lage
Das Dorf liegt etwa vier Kilometer nordöstlich von Kondratowice (Kurtwitz), acht Kilometer westlich von Strzelin (Strehlen) und 37 Kilometer südlich von Breslau. Nachbarorte sind Karczyn (Karzen) im Westen, Grzegorzów (Grögersdorf) im Norden, Edwardów (Teichvorwerk) im Südosten.

## Geschichte
Das Gebiet gilt als uralte Siedlungsstätte. In der Umgebung wurden vor dem 20. Jahrhundert heidnische Urnengräber mit Gefäßen ausgegraben. Später sollen hier die Malteser gesiedelt haben, deren Überreste von Schmuck geborgen wurden. Erstmals urkundlich erwähnt wurde „Brockottin“ im Jahre 1459. Es gehörte zum Herzogtum Brieg, das Herzog Bolesław III. bereits 1329 als ein Lehen der Krone Böhmen unterstellt hatte. Nach dem Tod des Herzogs Georg Wilhelm I. 1675 fiel Brockuth mit dem Herzogtum Brieg als erledigtes Lehen durch Heimfall an die Krone Böhmen. Grundherr war bis Mitte des 19. Jahrhunderts das fürstliche später königliche Domänenamt Rothschloß.
Nach dem Ersten Schlesischen Krieg 1742 fiel Naß Brockuth mit dem größten Teil Schlesiens an Preußen. Die alten Verwaltungsstrukturen wurden aufgelöst und Naß Brockuth in den Kreis Nimptsch eingegliedert, mit dem es bis zu dessen 1932 Auflösung verbunden blieb. 1792 zählte Naß Brockuth 1½ Meilen von der Kreisstadt Nimptsch entfernt acht Bauernhöfe, drei Häuser und 18 Einwohner. Naß Brockuth unterstand der Kriegs- und Domänenkammer Breslau, bis es im Zuge der Stein-Hardenbergischen Reformen 1815 dem Regierungsbezirk Reichenbach der Provinz Schlesien zugeordnet wurde. Seit Mitte des 19. Jahrhunderts gehörte es zum königlichen Domänen-Pacht-Amt Grögersdörf mit Natural-Zins-Abgaben an das Stifts-Amt in Brieg. 1845 zählte Naß Brockuth 12 Häuser, eine Freischoltisei, 107 Einwohner (davon neun katholisch und der Rest evangelisch), evangelische Kirche zu Karzen, katholische Kirche zu Rothschloß. Zum Dorf gehörte auch Teichvorwerk (seit 1945 Edwardów).
Seit 1874 gehörte Naß Brockuth zum Amtsbezirk Rotschloß, wo sich auch das Standesamt befand. Nach der Auflösung des Kreises Nimptsch wurde Naß Brockuth 1932 dem Landkreis Strehlen zugeteilt. Als Folge des Zweiten Weltkriegs fiel es 1945 mit dem größten Teil Schlesiens an Polen und wurde von der damaligen Administration in Brochocinek umbenannt. Die deutsche Bevölkerung wurde – soweit sie nicht schon vorher geflohen war – vertrieben. Die neu angesiedelten Bewohner waren teilweise Zwangsumgesiedelte aus Ostpolen, das an die Sowjetunion gefallen war.